# Campeonato Distrital 2ªDivisão AF Lisboa 2016-17
O Campeonato Distrital 2ªDivisão AF Lisboa 2016–17, será a 59ª edição da competição conhecida também como 2ªDivisão da Associação de Futebol de Lisboa.
O campeonato disputa-se de 2016 a 2017.

## Formato
11 Equipas participaram na prova no próximo ano, podendo ter mais equipas por equipas inscritas ou poderá ter menos por desistência de alguns clubes.

## Participantes
| Clube             | Cidade                | Estádio                        | Lotação | 2015–16          | Treinador |
| ----------------- | --------------------- | ------------------------------ | ------- | ---------------- | --------- |
|                   |                       |                                |         | -                |           |
|                   |                       |                                |         | -                |           |
| Algueirão         | Algueirão-Mem Martins | Campo de Jogos Raul Neves      |         | 10º, 2ªDistrital |           |
|                   |                       |                                |         | -                |           |
|                   |                       |                                |         | -                |           |
|                   |                       |                                |         | -                |           |
|                   |                       |                                |         | -                |           |
|                   |                       |                                |         | -                |           |
| FC Ota            | Alenquer              | Parque de Jogos dos Linhais    | 500     | 12º, 2ªDistrital |           |
| Malveira da Serra | Malveira da Serra     | Campo 22 de Março              | 1,000   | 11º, 2ªDistrital |           |
|                   |                       |                                |         | -                |           |
| Rio Mouro         | Rio Mouro             | Campo António Carraça da Silva | 600     | 15º, 2ªDistrital |           |
|                   |                       |                                |         | -                |           |
| Talaíde           | São Domingos de Rana  | Campo Fernando Sabido          | 200     | 13º, 2ªDistrital |           |
| União Mercês      | Sintra                | Municipal da Tapada das Mercês | 524     | 16º, 2ªDistrital |           |
| Venda do Pinheiro | Mafra                 | Municipal da Venda do Pinheiro | 3,000   | 14º, 2ªDistrital |           |

## Tabela classificativa
Atualizado em 07/06/2016